# Bombardování sídla Rozhlasu a televize Srbska
K bombardování sídla Rozhlasu a televize Srbska spojeneckými silami došlo dne 23. dubna 1999 během kosovské války. Nálety byly součástí letecké kampaně NATO proti Svazové republice Jugoslávie a vážně poškodily bělehradské sídlo vysílatele Radiotelevizija Srbije (RTS). Napadeny byly také ostatní rozhlasové a elektroinstalační objekty v celé zemi. Zemřelo šestnáct zaměstnanců RTS, když jedna raketa NATO zasáhla budovu. Mnozí byli uvězněni několik dní a komunikovali jen přes mobilní telefony. Televizní stanice vysílala po 24 hodinách z tajného místa.
Velitelství NATO odůvodnilo bombardování dvěma argumenty — za prvé bylo nutné „narušit a degradovat velení, řízení a komunikační sítě“ jugoslávských ozbrojených sil, a za druhé — sídlo vysílatele sloužilo jako objekt dvojího užití, který „tvořil důležitý přínos propagandistické válce, který zorganizoval kampaň proti obyvatelstvu Kosova“. BBC ohlásila, že sídlo bylo cílené pro svou roli v propagandistické kampani. Vysílatel přenášel srbskou nacionalistickou propagandu, která démonizovala etnické menšiny a legitimizovala srbské zločiny proti nim.
Nové sídlo televize bylo postaveno vedle té, která byla bombardována. V parku Tašmajdan byl postaven památník „Proč?“ na památku těm, kteří byli při útoku zahynuli.

## Role Rozhlasu a televize Srbska

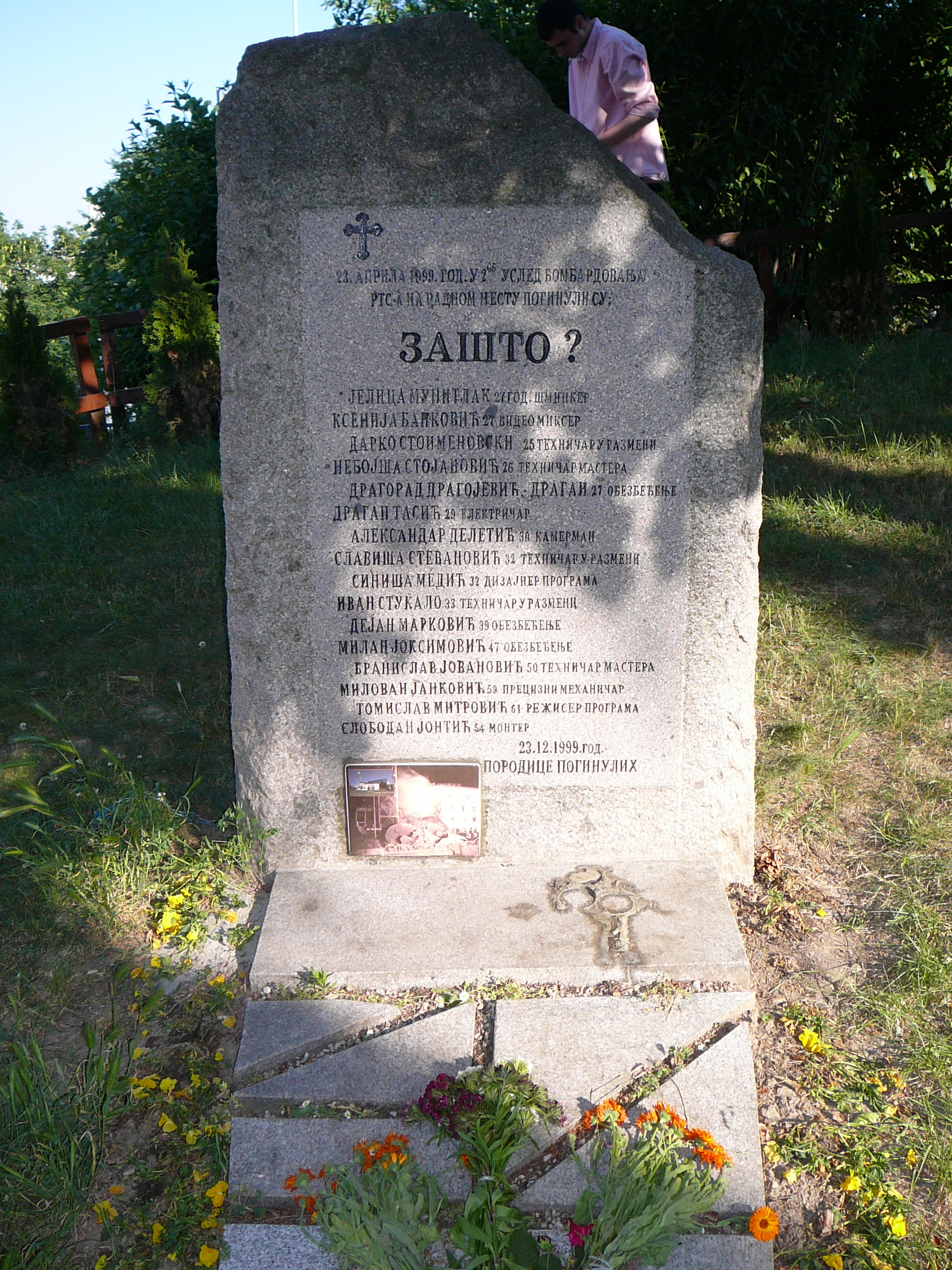
Památník obětem bombardování z 23. dubna 1999

Dne 23. května 2011 Radiotelevizija Srbije (RTS) vydala oficiální omluvu za zneužívání svých programů pro šíření propagandy a diskreditace politických oponentů v devadesátých letech a za to, že jejich programy měly "zranit city, mravní integritu a důstojnost občanů Srbska, humanisticky orientované intelektuály, členy politické opozice, kriticky smýšlející novináře, některé z menšinových skupin v Srbsku, menšinové náboženské skupiny a některé ze sousedních národů a států.
V omluvě také uvedla, že není pochyb o tom, že státní sdělovací prostředky byly pod přímou kontrolou prezidenta Srbska Slobodana Miloševiće a že srbská státní média užíval Slobodan Milošević jako válečný nástroj k podněcování etnické nenávisti a klamání vlastních lidí s cílem získat potřebnou podporu, aby i nadále mohl vést válku v bývalé Jugoslávii.

## Kontroverze a postoj ICTY
Ve zprávě, kterou vydal Mezinárodní trestní tribunál pro bývalou Jugoslávii, nazvané "Závěrečná zpráva žalobce výboru zřízeného za účelem přezkumu bombardovací kampaně NATO proti Svazové republice Jugoslávie", bylo řečeno: "Vzhledem k tomu, že útok byl ve skutečnosti zaměřen na narušení komunikační sítě, bylo to právně přípustné ..., zaměření na budovu RTS pro účely propagandy byl vedlejší (byť komplementární) cíl. Hlavním účelem bylo znevýhodnit srbské vojenské velení a řídící systém a zničit nervový systém a zařízení, které udržovalo Miloševiće u moci".
Amnesty international jednoznačně klasifikoval tento utok jako válečný zločin.